# Sultan Satuq Bughra Khan
Hazrat Sultan Satuq Bughra Khan Ghazi (turc : حضرت سلطان ستوق بغرا خان غازي, ouïghour : سۇلتان سۇتۇق بۇغراخان) également appelé Satuq Bughra Qara-Khan 'Abd al-Karim, est de 920 à sa mort, en 955, le khan des karakhanides. Il est le premier dirigeant turc à se convertir à l'islam et qui ordonna à s'y convertir également.

## Galerie

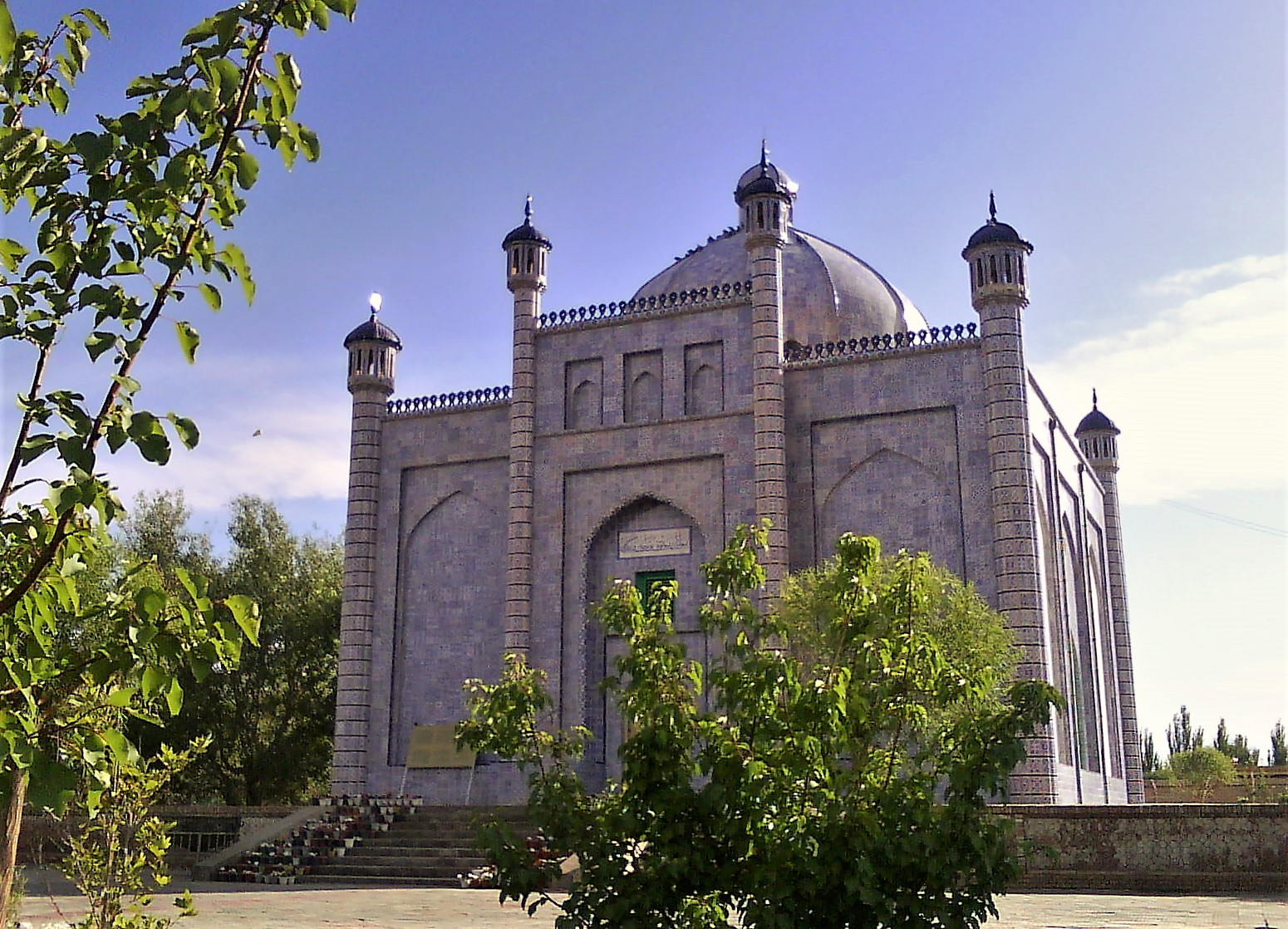
Mausolée de Satuq Bughra Khan à Artux dans le Xinjiang